# Детство Криппи
Детство Криппи (анг. Growing Up Creepie) — сериал, созданный в США по заказу National Geographic, рассказывающий о необычной девочке по имени Криппи.

## Сюжет
Когда-то на порог мрачного замка подбросили ребёнка. В том доме жили… насекомые. Они взяли ребёнка, и вскоре начали считать её членом семьи. Со временем она научилась понимать язык насекомых. Криппи росла, и вскоре «родители» поняли что их дочь не такая, как все остальные члены семьи и отправили Криппи в школу. В течение мультфильма Криппи сталкивается с чем-то новым, не известным ей. С ней не все считаются. Но отношение Криппи ко всему высказывается в главном саундтреке: «…И у меня, поверьте, с этим нет проблем! Немного странная, я не как все. Судите строго, но все равно мне…».

## Персонажи
Криппи Кричер (полное имя Крипелла) — главная героиня мультфильма, умеет говорить с насекомыми, многое о них знает. Почти всегда невозмутима и спокойна. Резко выделяется на фоне других подростков своей мрачностью, отрешённостью, практически полным безразличием ко всему, что интересует современную молодёжь. Так же отличается от своих сверстников внешним видом: она ниже большинства своих ровесников, одевается в чёрное, имеет белую кожу, у неё от природы разноцветные волосы, также у неё странная, характерная для насекомых, походка. Вместе с обычной учёбой совмещает и учёбу для насекомых (к примеру, плести паутину, быть ловкой и т. д.). О том, с кем она живёт и общается, рассказала только своему другу Батчу. Всегда яростно защищает свою семью и других насекомых.
Бадж Бентли — большой крепкий паренёк, лучший друг Криппи, единственный, кто знает, что она живёт с жуками. Вопреки своей внешности, добродушный и пугливый; не одобряет похождения Криппи в опасные или мистические места, но всегда идёт за ней.
Крис-Элис Холлируллер — подруга Криппи, активистка и оптимистка, не верит в паранормальные явления (и тем не менее, боится домовых), является дочерью дезинсектора. Имеет кузена, который пошёл весь в отца. Участвует во всех школьных мероприятиях и пытается приобщить к ним Криппи.
Каролина Кричер — богомол редкого вида, приёмная мать Криппи, очень любит дочь. Спокойная, утончённая, воплощение элегантности и благородства. Обожает готовить.
Винни Кричер — комар, приёмный отец Криппи. Часто дает Криппи полезные советы. Носит чёрный плащ с высоким воротом, напоминающий классический наряд графа Дракулы. Вопреки своему виду, является веганом. Любит рисовать и медитировать.
Джордж Холлируллер — отец Крис-Эллис, местный дезинсектор и тренер школьной футбольной команды. Не один раз Криппи удавалось спасти от него свою семью.

## Сезон 1 (2006—2007 гг.)
| #  | Title                                                | Airdate          |
| -- | ---------------------------------------------------- | ---------------- |
| 1  | The Tell-Tale Poem / Creepie Meets Tarantula Boy     | 9 сентября 2006  |
| 2  | The Scared Twitch Project / Frogenstein              | 16 сентября 2006 |
| 3  | Bug It On / The Case of the Mysterious Moth          | 23 сентября 2006 |
| 4  | Attack of the Wasp Zombies / Legend of the Locker    | 14 октября 2006  |
| 5  | Bite Nite / Night of Fright                          | 28 октября 2006  |
| 6  | Roach’e Motel / Little Greenhouse of Horrors         | 4 ноября 2006    |
| 7  | Field of Screams / Mom Under Glass                   | 25 ноября 2006   |
| 8  | Goth To Have Better Friends / Wax Attacks            | 13 января 2007   |
| 9  | Headless Roach Man / Invasion of the Locusts         | 20 января 2007   |
| 10 | Creepie’s Living Doll / Operation Monarch Liberation | 27 января 2007   |
| 11 | Bait and Switch / Shutterbug                         | 2 апреля 2007    |
| 12 | Bad Karma Chameleon / Home is Where the Haunt Is     | 7 апреля 2007    |
| 13 | Creepie Friday / The Final Curtain                   | 28 апреля 2007   |

## Сезон 2 (2007—2008 гг.)
| #  | Title                                                    | Airdate         |
| -- | -------------------------------------------------------- | --------------- |
| 14 | Creepie and the Candy Factory / The Ice Bug Cometh       | 26 мая 2007     |
| 15 | Are You Afraid of the Moths / Revenge of the Water Bug   | 9 июня 2007     |
| 16 | Nightmare on Locust Lane / The Mummy’s Curse             | 13 октября 2007 |
| 17 | Children of the Pumpkin Patch / Night of A Thousand Legs | 27 октября 2007 |
| 18 | Lice Lice Baby / Scorpiophobia                           | 10 ноября 2007  |
| 19 | On Thin Ice / Toxic Mutant Millipede                     | 24 ноября 2007  |
| 20 | I Was a Teenage Wolfbug / Outta Sight Space Bowl Night   | 8 декабря 2007  |
| 21 | Rockabye Freakie / Creep of the Deep                     | 12 января 2008  |
| 22 | Going For Brogue / Yellow Jacket Racket                  | 26 января 2008  |
| 23 | The Return of Tarantula Boy / All The President’s Pests  | 9 февраля 2008  |
| 24 | Creep of the Crop / Creepie Cousin                       | 1 марта 2008    |
| 25 | Creepie Crawling / Fashion Victim                        | 12 апреля 2008  |
| 26 | Wanna Bee / The Haunting of Tiki Lagoon                  | 21 июня 2008    |